# Efter Dødsspringet
Efter Dødsspringet er dansk stumfilm fra 1912 produceret af Kinografen instrueret af Carl Rosenbaum efter eget manuskript. Filmen er Rosenbaums fortsættelse til De fire Djævle fra 1911, og Rosenbaum spiller selv en af filmens hovedroller som artisten Adolphe Cecchi.
Filmen havde dansk premiere den 6. maj 1912 i Kinografen.

## Handling
Efter den tragiske afslutning af De fire Djævle, hvor de to af de "fire djævle" døde under udførelse af "Dødsspringet", har de to overlevende "djævle", Adolphe og Lousie fortsat cirkuslivet og har giftet sig og har fået en datter sammen. Parret optræder i cirkus med datteren, Suzette, der er 5 år gammel. Blandt tilskuerne er grevinde Taube, der forårsagede den tragiske afslutning af De fire Djævle. Hun ser forestillingen med sin mand og deres 5-årige søn. Adolphe og Louise har ikke tilgivet grevinden.
Seks år senere har Adolphe og Louise opgivet cirkuslivet. Louise er syg og passes af Suzette, der er blevet en berømt varietéstjerne. En af hendes beundrere er grevindens søn, Jean Taube, der overværer alle hendes forestillinger. En aften i varietéen optræder Suzette, og Jean skriver en besked til hende og anmoder om en samtale efter hendes optræden. Efter hendes nummer får hun at vide, at moderen ligger for døden og hun haster hjem uden at få læst Jeans note, og han går lige forbi Jean unde at værdige ham et blik. År senere mødes Suzette og Jean ved et karneval, hvor Jean frier til Suzette, men han afvises. På vejen hjem fra karneval kommer Suzette ud for et biluheld og kommer til skade. Tilfældigvis kommer grev og grevinde Taube forbi og tager Suzette med hjem. Suzettes fader Adolphe tilkaldes og vil have Suzette hjem, men lægen forlanger, at hun må blive indtil hun har kommet sig. Jean hører, at der er en patient i huset, og overraskes, da han ser, at det er Suzette. Mens Suzette er i det grevelige hjem, vokser kærligheden frem mellem Suzette og Jean, og Jean frier til hende. Parret overraskes af Jeans forældre, og den gamle greve viser Suzette bort. Suzettes fader er lykkelig over at have fået Suzette hjem, og ser frem imod at alt bliver godt igen, men Suzette får et brev fra Jean, der fortæller, at han har brudt med sin familie, og at han vil giftes med hende, og beder hende tage med ham til London, hvor han har fået en høj stilling. Suzette rejser med, og skriver et afskedsbrev til faderen, som hun ved vil være imod kontakt til grevinde Taubes familie. Årene går, og Suzette og Jean får en datter. De inviteres til greven og grevindens sølvbryllupsdag, hvor de forsones. Den gamle Adolphe bliver også tilkaldt, og også Adolphe forsones med grevinden.

## Medvirkende
- Agis Winding - Grevinde Taube
- Holger Reenberg - Jean, hendes søn
- Carl Rosenbaum - Adolphe Cecchi
- Tilly Christiansen - Louise Cecchi
- Johanne Fritz-Petersen - Suzette, Cecchis datter